# Ruch Radzionków
KS Ruch Radzionków – polski klub piłkarski z Radzionkowa, założony 14 sierpnia 1919. Ćwierćfinalista Pucharu Polski (1997/98). W latach 1998–2001 występował w ekstraklasie, a w 1999 r. został najlepszą śląską drużyną piłkarską, zajmując w niej 6. miejsce.
Wychowankiem sekcji kolarskiej klubu jest Lucjan Lis – reprezentant Polski, srebrny medalista wyścigu drużynowego na 100 km podczas Igrzysk Olimpijskich 1972 w Monachium.

## Historia

### Okres międzywojenny

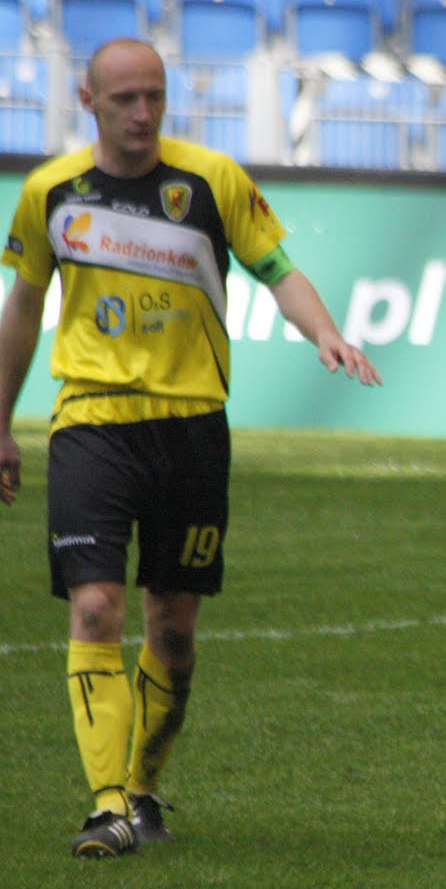
Marcin Dziewulski w barwach Ruchu Radzionków (2012)

Klub został założony jako Towarzystwo Gier i Zabaw 14 sierpnia 1919. Zebranie założycielskie zwołał Rudolf Poloczek, który został też pierwszym prezesem towarzystwa. 28 maja 1920 na Walnym Zebraniu uchwalono decyzję o zmianie nazwy na Towarzystwo Sportowe Ruch Radzionków, a prezesem został Paweł Stopik. W 1924 r., w Rojcy, Piotr Warzecha – były zawodnik Ruchu – założył Klub Sportowy Powstańców Śląskich, jednak po roku został on wchłonięty przez radzionkowski klub. W 1925 r. prezesem został Brunon Fick, którego kilka miesięcy później – 10 stycznia 1926 roku – zastąpił Szczepan Krupa. W 1928 r. funkcję tę objął Piotr Warzecha, który pozostał prezesem do wybuchu wojny.

### Od reaktywacji do fuzji
W 1945 r. Piotr Warzecha zwołał zebranie inauguracyjne celem reaktywowania działalności klubu. Cztery miesiące później stanowisko prezesa objął Józef Wiśniowski. Od 1949 r. patronat nad klubem objęła Kopalnia Węgla Kamiennego Bytom, a prezesem został Eryk Porąbka – wiceminister górnictwa i energetyki, dzięki któremu klub rozszerzył działalność na kilka sekcji oraz wybudował boiska do piłki nożnej i ręcznej z zapleczem. W sezonie 1952 piłkarze odnieśli pierwszy sukces – po awansie do II ligi zajęli w niej 5. miejsce, zdobywając 20 punktów. Był to jednak sezon, po którym następowała reorganizacja rozgrywek tej klasy i Ruch spadł do niższej ligi. Zimą 1956 r. miały miejsce pierwsze międzynarodowe mecze w historii klubu – drużyna wyjechała do Czechosłowacji, gdzie spotkała się ze Spartakiem Nowy Jiczyn, Spartakiem Kromieryż i Banikiem Karwina. W sezonie 1957 Ruch zajął pierwsze miejsce w tabeli swojej grupy III ligi, ale nie zakwalifikował się do wyższej klasy, ponieważ przegrał turniej barażowy, w którym uczestniczyły również Legia Krosno, Unia Oświęcim i Włókniarz Pabianice. W 1959 r. prezesem klubu został Stefan Basista. Piłkarze w tym samym roku spadli do klasy A, która w tym czasie była czwartym szczeblem w krajowych rozgrywkach. W kolejnym sezonie wywalczyli mistrzostwo swojej grupy i wrócili do III ligi by spaść z niej ponownie w 1961 roku. Na początku 1964 r. zdecydowano o połączeniu dwóch radzionkowskich klubów – Ruchu i Górnika - w jeden.

### Po fuzji
W 1970 r. rozpoczęto budowę nowego stadionu, który służył klubowi do 2018 r. Początkowo widownia miała być sześciostopniowa, jednak w trakcie prac postanowiono podwyższyć ją do dziesięciu stopni. Budowę zakończono w 1973 r., a w uroczystości otwarcia uczestniczył wojewoda katowicki Jerzy Ziętek. W latach siedemdziesiątych drużyna występowała w klasie A kończąc kolejne sezony w czołówce tabeli. W 1985 r. prezesem klubu został Paweł Wieczorek. Drużyna wciąż walczyła o awans do III ligi piłkarskiej. Udało się to w sezonie 1988/89. Trenerem piłkarzy był wtedy Paweł Bomba – późniejszy prezes Ruchu. W III lidze po dwóch sezonach w roli średniego zespołu zajmującego miejsca w środku tabeli, drużyna wyrosła na pretendenta do awansu w sezonie 1991/92, kiedy została wicemistrzem swojej grupy. W następnym sezonie klub nie spadł jednak o klasę niżej tylko dzięki upadłości Zagłębia Sosnowiec. W sezonie 1993/94 trenerem został Jan Żurek, który sprowadził z Górnika Zabrze Romana Cegiełkę, Czesława Wrześniewskiego, Jana Kłąbka, Tomasza Grosmaniego i Adama Kompałę. Po rundzie jesiennej sezonu 1995/96, po dwóch latach gry w barwach GKS Katowice, wrócił do drużyny Marian Janoszka. Z nim w składzie zespół zajął pierwsze miejsce w swojej grupie i awansował do II ligi.

### W najwyższych klasach
Klub po awansie pozyskał z chorzowskiego Ruchu Damiana Galeję i Tomasza Fornalika, z Górnika Zabrze Rafała Jarosza oraz Janusza Kościelnego z Polonii Bytom. Zawodnicy ci stali się podstawowymi graczami drużyny, stanowiącymi o dalszych sukcesach. W sezonie 1996/97 Ruch zajął szóste miejsce w lidze zdobywając 52 punkty. Przed kolejnym sezonem do drużyny dołączyli Andrzej Wróblewski z Rakowa Częstochowa, Marek Szymiński z Cracovii, Robert Sierka z Rozwoju Katowice, Wojciech Myszor z Górnika Lędziny i Krzysztof Kokoszka z Gwarka Zabrze. Po rundzie jesiennej Ruch zajmował w tabeli drugie miejsce. W edycji 1997/98 Pucharu Polski odpadł w ćwierćfinale, przegrywając z Górnikiem Zabrze po rzutach karnych 6:7 – spotkanie po dogrywce zakończyło się wynikiem 1:1. W rundzie wiosennej drużyna przegrała jeden mecz, cztery zremisowała, wszystkie inne wygrała, dzięki czemu została mistrzem swojej grupy II ligi, osiągając ośmiopunktową przewagę nad drugim w tabeli Aluminium Konin. Po awansie kontrakt z klubem podpisali Józef Żymańczyk, Grzegorz Bonk i Wojciech Grzyb. Drużyna w nowym sezonie zadebiutowała meczem z Widzew Łódź, w którym wywołała sensację wygrywając 5:0. Nie był to jednak wyjątek, ponieważ w dalszej części rozgrywek piłkarze grając na swoim stadionie m.in. pokonali 4:0 ówczesnego mistrza Polski - ŁKS, zremisowali 1:1 z przyszłym mistrzem Wisłą Kraków i pokonali Lecha Poznań w ostatniej kolejce sezonu 4:1, kiedy Lech wygrywając mógł zostać wicemistrzem Polski. Drużyna w swoim pierwszym sezonie w ekstraklasie zajęła szóste miejsce, zostając najlepszym wśród śląskich klubów.

### Kłopoty finansowe
Na skutek problemów finansowych, w których Ruch Radzionków znajdował się od dłuższego czasu, zarząd podjął decyzję o wycofaniu klubu z rozgrywek I ligi w sezonie 2012/13. Miejsce Ruchu na zapleczu ekstraklasy zajęła Polonia Bytom, która tym samym uniknęła relegacji do II ligi. Władze "Cidrów" postanowiły, że działalność zostanie podtrzymana, ale będzie prowadzona na zasadach amatorskich. Ruch spadł do IV ligi. Zlicytowano stadion Ruchu i w 2018 r. klub musiał przenieść miejsce rozgrywania meczu poza historyczny stadion. 

## Sukcesy

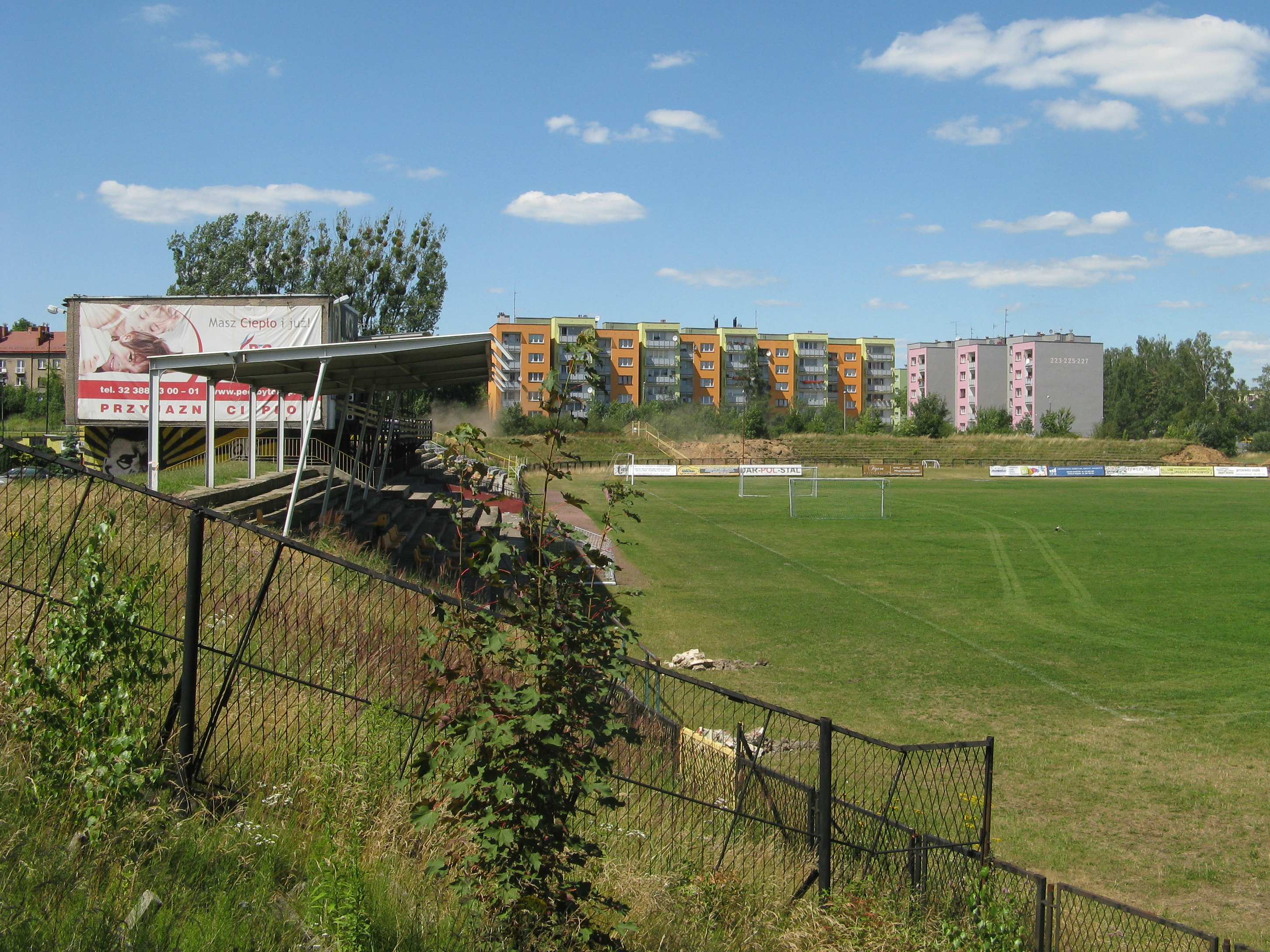
Dawny Stadion Ruchu Radzionków w Bytomiu

- 6. miejsce w I lidze 1998/99
- 1/4 finału Pucharu Polski 1997/98

## Nazwy klubu
- 14 sierpnia 1919 – Towarzystwo Gier i Zabaw
- 28 maja 1920 – Towarzystwo Sportowe Ruch Radzionków
- 1949 – Górniczy Klub Sportowy Ruch Radzionków
- 1 lipca 2005 – Klub Sportowy Ruch Radzionków

## Miejsca zajmowane przez klub od sezonu 1990/91
| Sezon                   | Liga                            | Pozycja                      | Punkty                       | Bramki                       | Uwagi                                             |
| ----------------------- | ------------------------------- | ---------------------------- | ---------------------------- | ---------------------------- | ------------------------------------------------- |
| 1990/1991               | III liga (grupa katowicka)      | 14                           | 19                           | 25–42                        |                                                   |
| 1991/1992               | III liga (grupa katowicka)      | 2                            | 46                           | 63–29                        |                                                   |
| 1992/1993               | III liga (grupa katowicka)      | 3                            | 34                           | 47–46                        |                                                   |
| 1993/1994               | III liga (grupa katowicka)      | 7                            | 36                           | 38–35                        |                                                   |
| 1994/1995               | III liga (grupa katowicka)      | 4                            | 40                           | 46–28                        |                                                   |
| 1995/1996               | III liga (grupa katowicka)      | 1                            | 73                           | 64–19                        | awans                                             |
| 1996/1997               | II liga (grupa zachodnia)       | 6                            | 52                           | 41–35                        |                                                   |
| 1997/1998               | II liga (grupa zachodnia)       | 1                            | 68                           | 55–24                        | awans                                             |
| 1998/1999               | I liga                          | 6                            | 41                           | 40–35                        |                                                   |
| 1999/2000               | I liga                          | 10                           | 37                           | 38–49                        |                                                   |
| 2000/2001               | I liga                          | 16                           | 31                           | 27–51                        | spadek                                            |
| 2001/2002               | II liga                         | 8                            | 50                           | 52–51                        |                                                   |
| 2002/2003               | II liga                         | 16                           | 34                           | 29–44                        | spadek                                            |
| 2003/2004               | III liga (grupa 3)              | 7                            | 40                           | 30–30                        |                                                   |
| 2004/2005               | III liga (grupa 3)              | 4                            | 54                           | 48–28                        |                                                   |
| 2005/2006               | III liga (grupa 3)              | 14                           | 33                           | 28–39                        | spadek                                            |
| 2006/2007               | IV liga (grupa śląska I)        | 1                            | 69                           | 63–22                        | baraże o III ligę (przegrane z Koszarawą Żywiec)  |
| 2007/2008               | IV liga (grupa śląska I)        | 2                            | 69                           | 64–18                        |                                                   |
| reorganizacja rozgrywek |                                 |                              |                              |                              |                                                   |
| 2008/2009               | III liga (grupa opolsko-śląska) | 1                            | 72                           | 66–17                        | awans                                             |
| 2009/2010               | II liga (grupa zachodnia)       | 1                            | 76                           | 61–25                        | awans                                             |
| 2010/2011               | I liga                          | 9                            | 46                           | 34–32                        |                                                   |
| 2011/2012               | I liga                          | 9                            | 48                           | 46–51                        | spadek (drużyna wycofana po sezonie)              |
| 2012/2013               | drużyna wycofana z rozgrywek    | drużyna wycofana z rozgrywek | drużyna wycofana z rozgrywek | drużyna wycofana z rozgrywek | drużyna wycofana z rozgrywek                      |
| 2013/2014               | III liga                        | 4                            | 45                           | 44–40                        | spadek                                            |
| 2014/2015               | IV liga (grupa śląska I)        | 1                            | 66                           | 82–20                        | baraże o III ligę (przegrane z LKS Bełk)          |
| 2015/2016               | IV liga (grupa śląska I)        | 2                            | 62                           | 84-31                        |                                                   |
| 2016/2017               | IV liga (grupa śląska I)        | 2                            | 65                           | 69-36                        |                                                   |
| 2017/2018               | IV liga (grupa śląska I)        | 1                            | 64                           | 61-30                        | awans baraże o III ligę (wygrane z Polonią Bytom) |
| 2018/2019               | III liga (grupa III)            | 16                           | 32                           | 32-72                        | spadek                                            |
| 2019/2020               | IV liga (grupa śląska I)        | 5                            | 24                           | 30-21                        |                                                   |
| 2020/2021               | IV liga (grupa śląska I)        | 4                            | 54                           | 48-36                        |                                                   |
| 2021/2022               | IV liga (grupa śląska I)        | 2                            | 70                           | 69-27                        |                                                   |
| 2022/2023               | IV liga (grupa śląska I)        | 9                            | 45                           | 72-54                        |                                                   |
| 2023/2024               | IV liga (grupa śląska I)        | 4                            | 54                           | 57-32                        |                                                   |
| reorganizacja rozgrywek |                                 |                              |                              |                              |                                                   |
| 2024/2025               | IV liga (grupa śląska)          | 4                            | 63                           | 71-54                        |                                                   |

| Oznaczenie kolorami |
| ------------------- |
| I poziom ligowy     |
| II poziom ligowy    |
| III poziom ligowy   |
| IV poziom ligowy    |
| V poziom ligowy     |

## Kadra zawodnicza
Stan na 14 listopada 2018.
| Nr | Poz. | Piłkarz          |
| -- | ---- | ---------------- |
|    | BR   | Rafał Strzelczyk |
|    | BR   | Robert Glanc     |
|    | BR   | Dawid Stambuła   |
|    | OB   | Marcin Trzcionka |
|    | OB   | Kamil Banaś      |
|    | OB   | Daniel Skalski   |
|    | OB   | Tomasz Harmata   |
|    | OB   | Marcel Gieroń    |
|    | OB   | Daniel Sroka     |
|    | OB   | Jakub Barteczko  |
|    | OB   | Patryk Wnuk      |
|    | PO   | Damian Sadowski  |

| Nr | Poz. | Piłkarz           |
| -- | ---- | ----------------- |
|    | PO   | Andrzej Piecuch   |
|    | PO   | Michał Staszowski |
|    | PO   | Kamil Kopeć       |
|    | PO   | Mateusz Pietryga  |
|    | PO   | Dawid Krzemień    |
|    | PO   | Mikołaj Łabojko   |
|    | NA   | Robert Wojsyk     |
|    | NA   | Mateusz Hermasz   |
|    | NA   | Paweł Lechki      |

## Dawne sekcje
- szachowa
- bokserska
- piłki ręcznej
- żeglarska
- narciarska
- tenisa stołowego
- siatkówki
- koszykówki
- pływacka
- motorowa
- kolarska
- szermiercza
- podnoszenia ciężarów
- badmintona

## Znani sportowcy
- Lucjan Lis – wychowanek nieistniejącej sekcji kolarskiej[7]
- Marian Janoszka
- Adam Kompała
- Marek Suker
- Łukasz Skorupski